# Raron
Raron (walliserdeutsch älter Arráru [ɐ'rːɑrʊ, ɐ'rːɑːrʊ], jünger Raru ['rɑːrʊ], französisch Rarogne) ist eine Munizipalgemeinde und der Hauptort des Bezirks Westlich-Raron im Schweizer Kanton Wallis. Der Ort hat eine gleichnamige Burgergemeinde mit einem Burgerrat und bildet zugleich eine katholische Pfarrgemeinde des Dekanats Raron.

## Geographie und Geschichte

Luftbild (1955)

In Raron befindet sich ein markanter Burghügel mit einem Wohnturm, der zuerst Sitz der Herren von Raron und später der Vitztume des Bischofs von Sitten war, sowie einer gotischen Kirche, die kurz nach 1500 von Ulrich Ruffiner aus dem vormaligen Palas der Burg entwickelt wurde. Bei Restaurationsarbeiten des Beinhauses wurde 1924 eine romanische Madonna-Skulptur aus Holz gefunden. Sie gilt als das bedeutendste romanische Kunstwerk der Schweiz.
Auf dem Heidnischbiel befand sich in vorgeschichtlicher Zeit eine Siedlung.
In Raron liegen die südlichen Tunnelportale des Lötschberg-Basistunnels. Den Bietschbach überquert die auf Raroner Gemeindegebiet liegende Bietschtalbrücke.
Die nächstgelegenen Städte sind Brig und Siders.

## Bevölkerung
| Bevölkerungsentwicklung | Bevölkerungsentwicklung | Bevölkerungsentwicklung | Bevölkerungsentwicklung | Bevölkerungsentwicklung | Bevölkerungsentwicklung | Bevölkerungsentwicklung | Bevölkerungsentwicklung | Bevölkerungsentwicklung | Bevölkerungsentwicklung |
| ----------------------- | ----------------------- | ----------------------- | ----------------------- | ----------------------- | ----------------------- | ----------------------- | ----------------------- | ----------------------- | ----------------------- |
| Jahr                    | 1800 ca.                | 1850                    | 1900                    | 1950                    | 2000                    | 2010                    | 2012                    | 2014                    | 2016                    |
| Einwohner               | 360                     | 411                     | 553                     | 969                     | 1672                    | 1809                    | 1865                    | 1914                    | 1936                    |

## Verkehr
In Raron halten (werktags halbstündlich) die Regionalzüge der Linie Brig–Sitten (Simplonstrecke).
Nahe dem Flugplatz Raron, der bis 1995 auch Militärflugplatz mit Flugzeugkaverne war, ist eine Basis der Helikopter-Bergrettungsstaffel Air Zermatt.
Seilbahnen in der Nähe des Bahnhofs Raron verbinden den Ort mit Eischoll (Luftseilbahn Raron–Eischoll) und Unterbäch.

## Sehenswürdigkeiten
- spätgotische Kirche St. Roman (1512–1518 erbaut) mit altem Pfarrhaus
- mittelalterlicher Wohnturm (Privatbesitz)
- moderne Felsenkirche St. Michael (1974), im Felsen unter der alten Kirche

Unmittelbar neben der alten Kirche befindet sich die Grabstätte des Schriftstellers und Lyrikers Rainer Maria Rilke. Über Helmut Kohls Besuch des Rilkegrabes am 14. April 1989 schrieb Marcel Beyer den Essay Der Tag von Raron.
Die Burgkirche von Raron enthält ein um 1500 geschaffenes Fresko, das die Höllenqualen der Unkeuschen darstellt.
Der älteste Briefkasten der Schweiz findet sich an der Tür des Maxenhauses. Er stammt aus der napoleonischen Zeit, als das Wallis zum französischen Kaiserreich gehörte.

## Persönlichkeiten
- Ulrich Ruffiner (um 1480–1549/1556), Baumeister
- Johann Hildebrand Roten (1722–1760), Bischof von Sitten (1752–1760)
- Christian Gattlen (1777–1866), Militär, Unternehmer und Politiker
- Moritz Fabian Roten (1783–1843), Bischof von Sitten (1830–1843)
- Leo Luzian von Roten (1824–1898), Staatsrat (1876–1897)
- Hans Anton von Roten (1826–1895), Nationalrat (1866–1895)
- Heinrich von Roten (1856–1916), Ständerat (1906–1916)
- Hans Anton von Roten (1907–1993), Rektor und Historiker
- Ernst von Roten (1914–1999), Staatsrat (1958–1973)
- Peter von Roten (1916–1991), Nationalrat (1948–1951)
- Henri von Roten (* 1947), Staatskanzler (1988–2010)
- Erich Burgener (* 1951), Fussballspieler
- Georges Bregy (* 1958), Fussballspieler und Fussballtrainer
- Carlo Imboden (* 1950), international tätiger Medienforscher

## Galerie

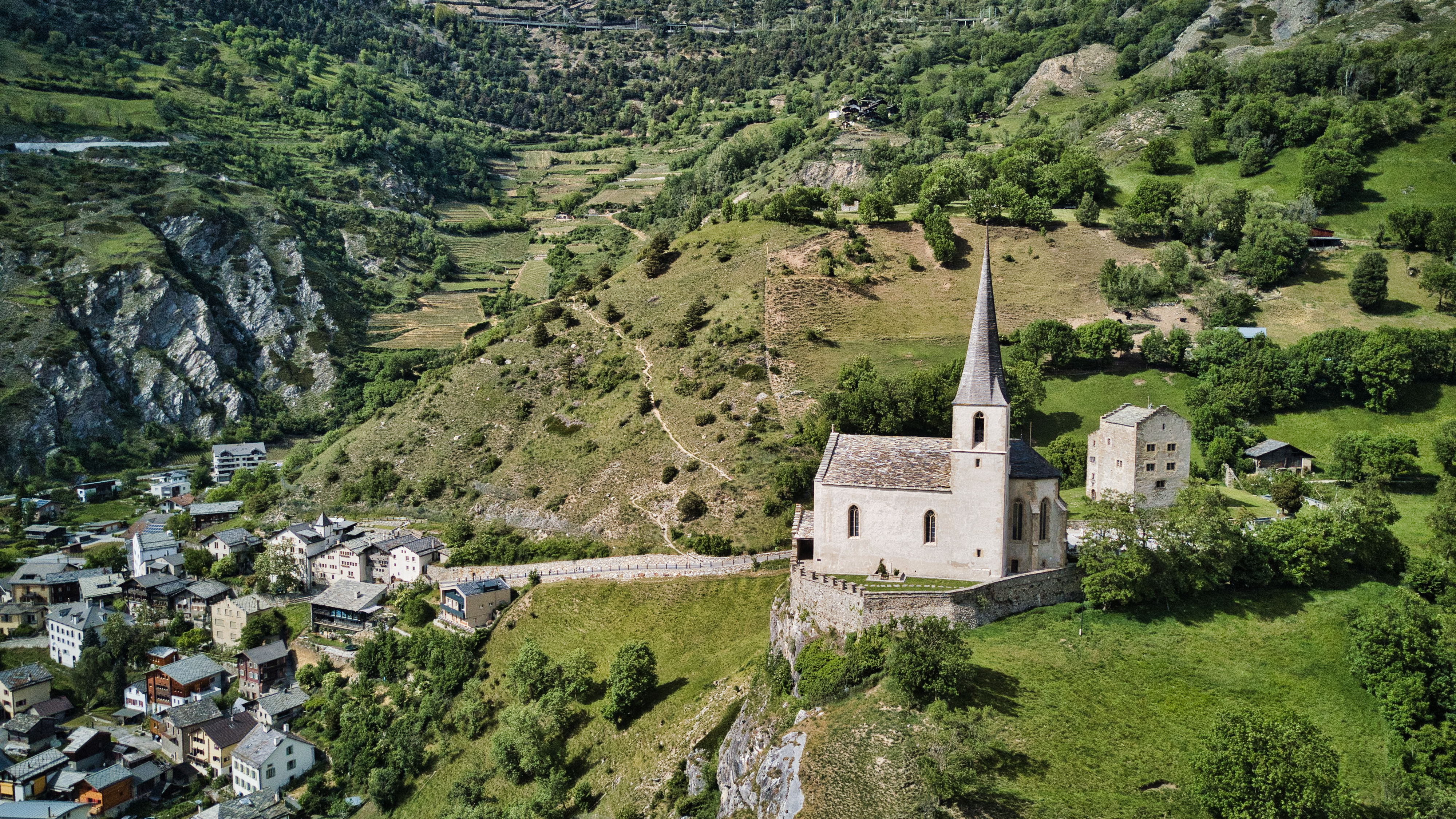
Burgkirche
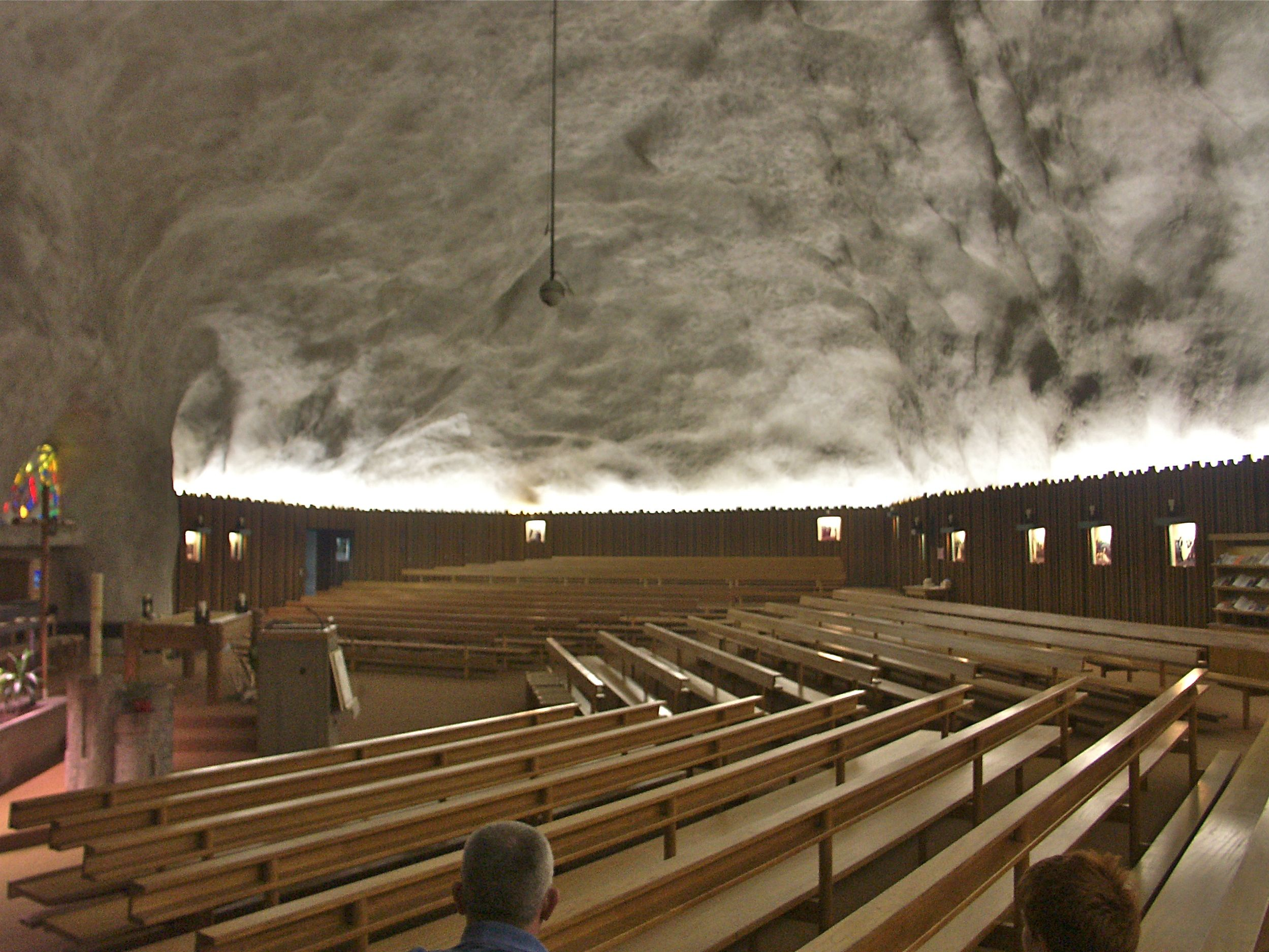
Felsenkirche
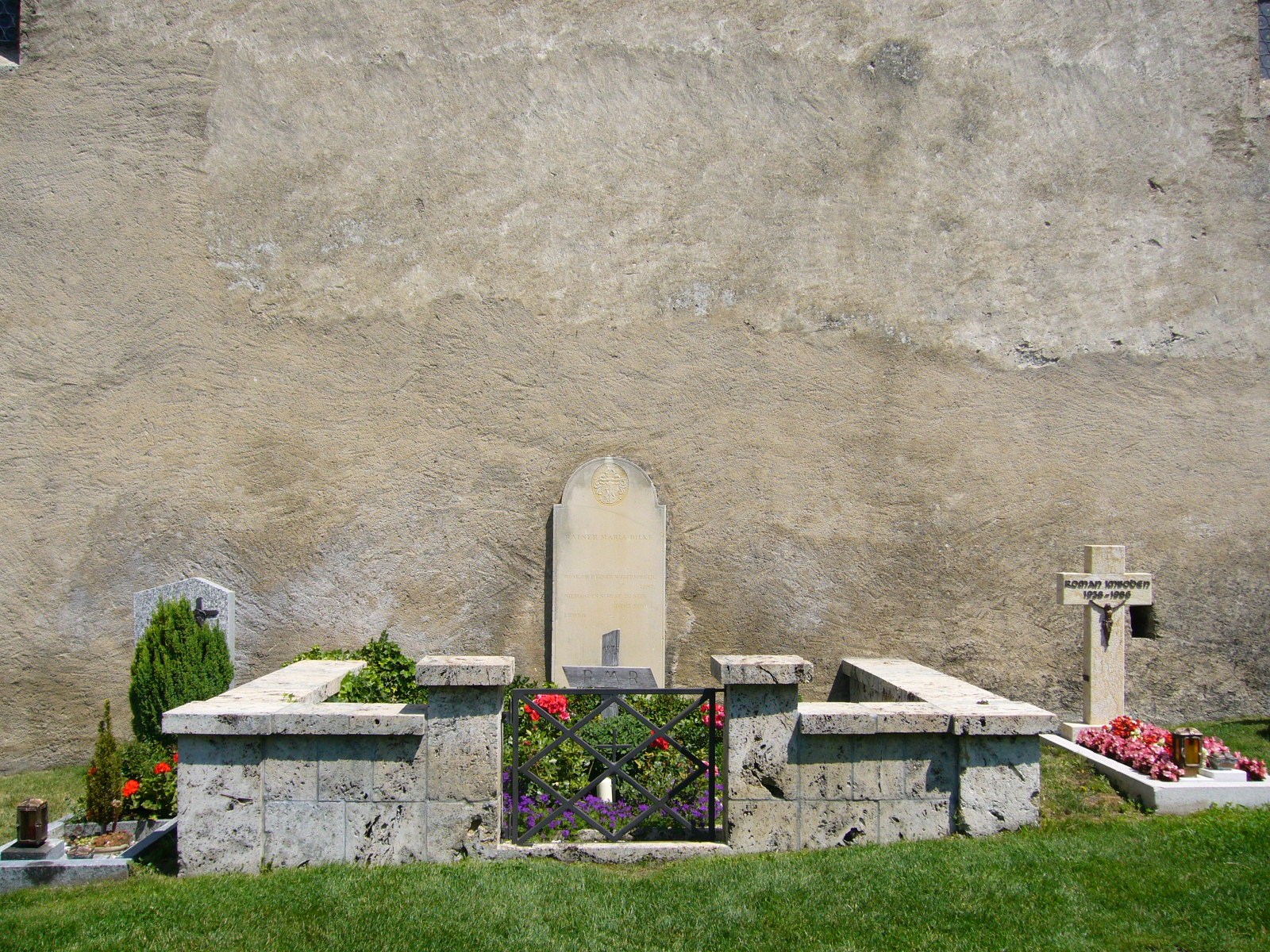
Grab Rilkes
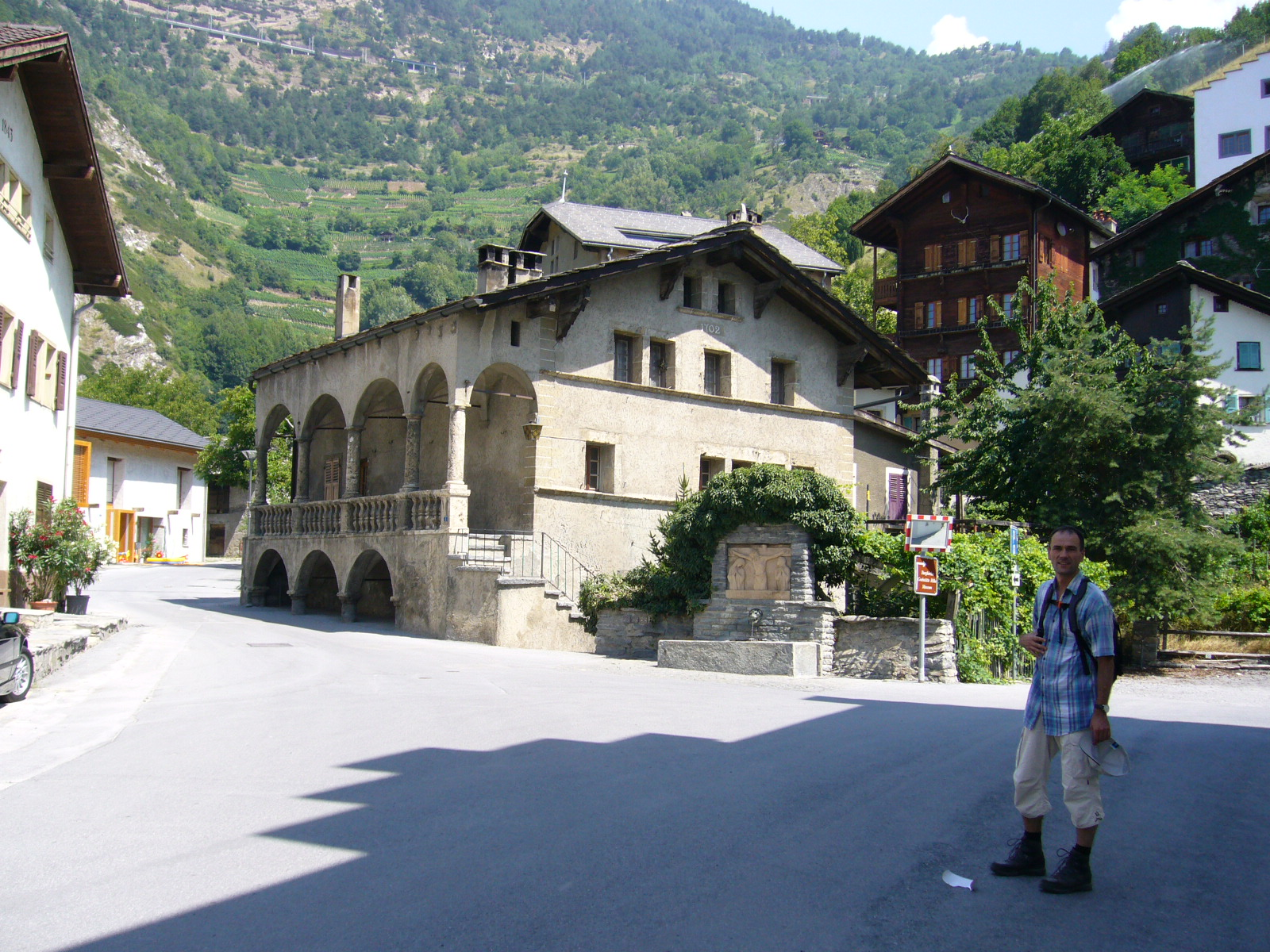
Maxenhaus
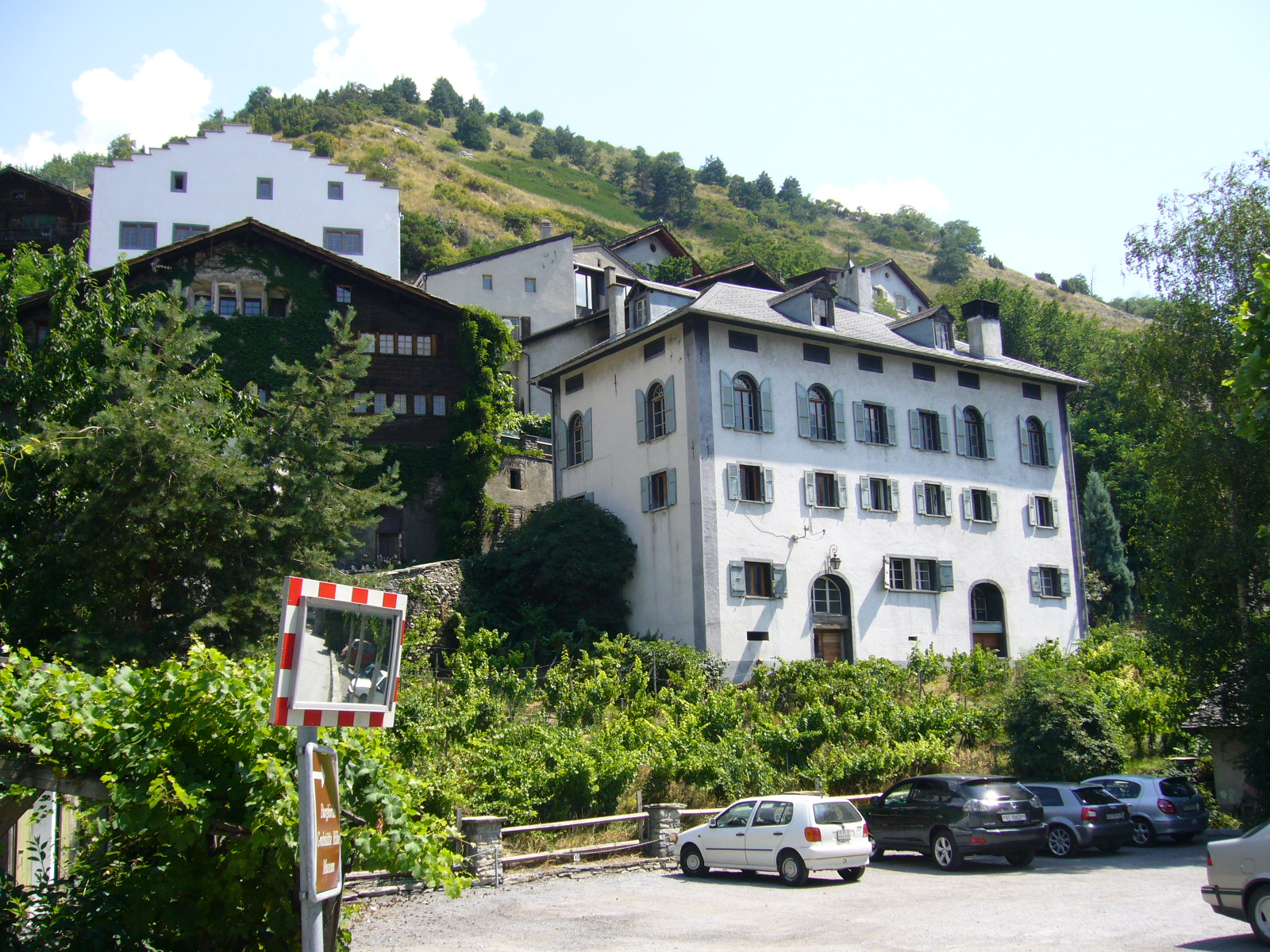
Gattlenhaus im Dorfzentrum
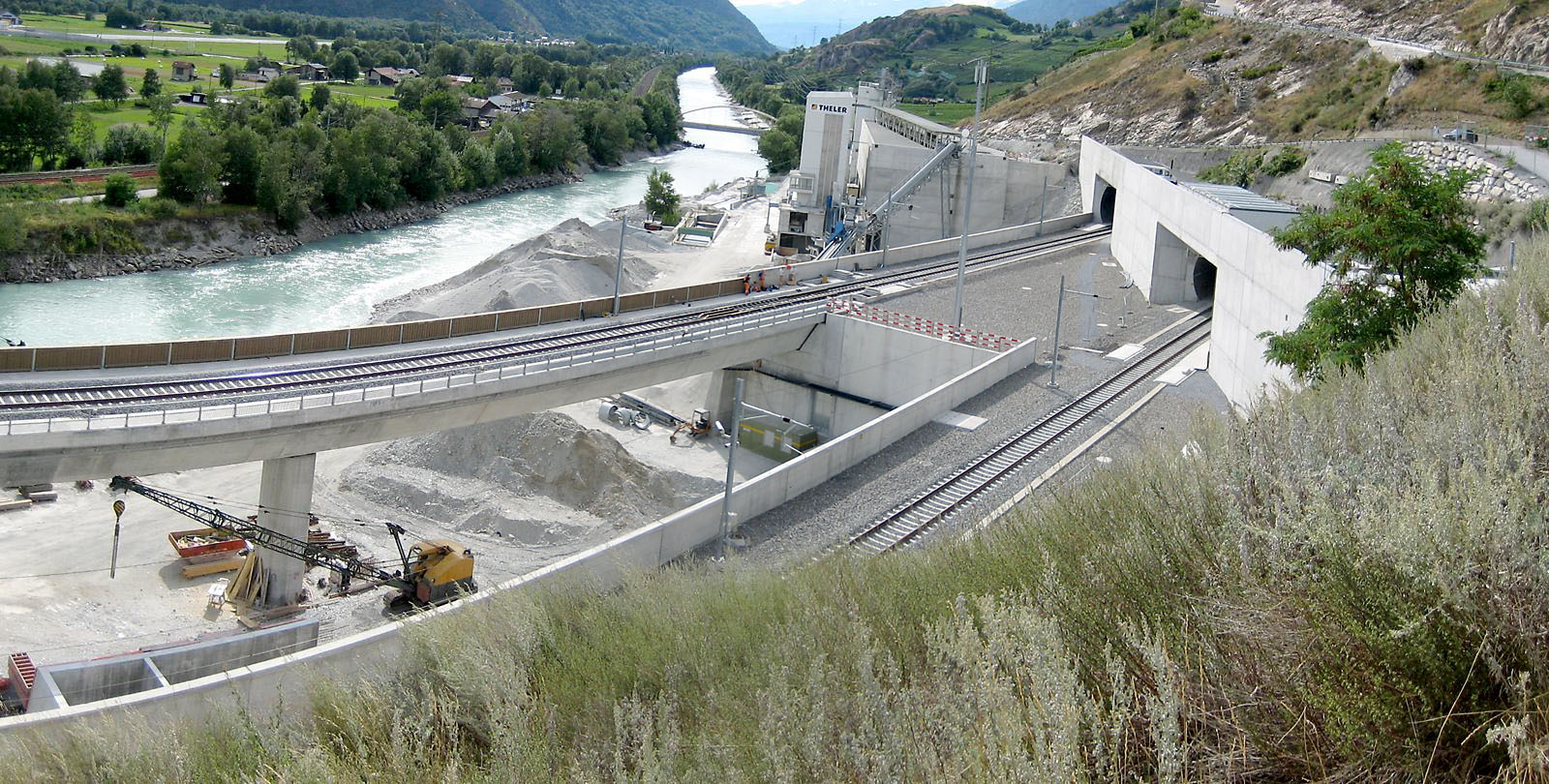
Südportal des Bahn-Alptransits
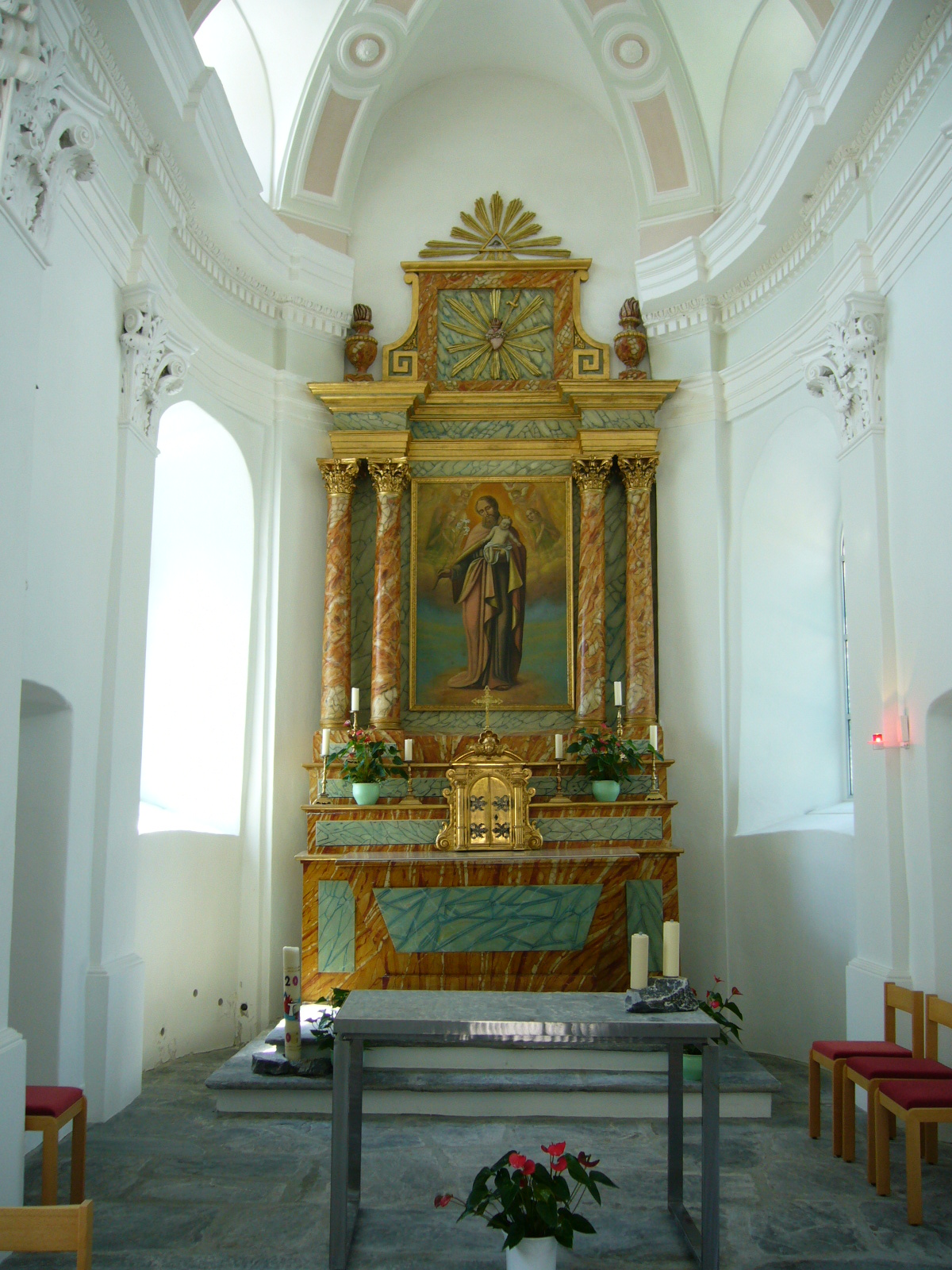
Altar der St.-Josefs-Kapelle
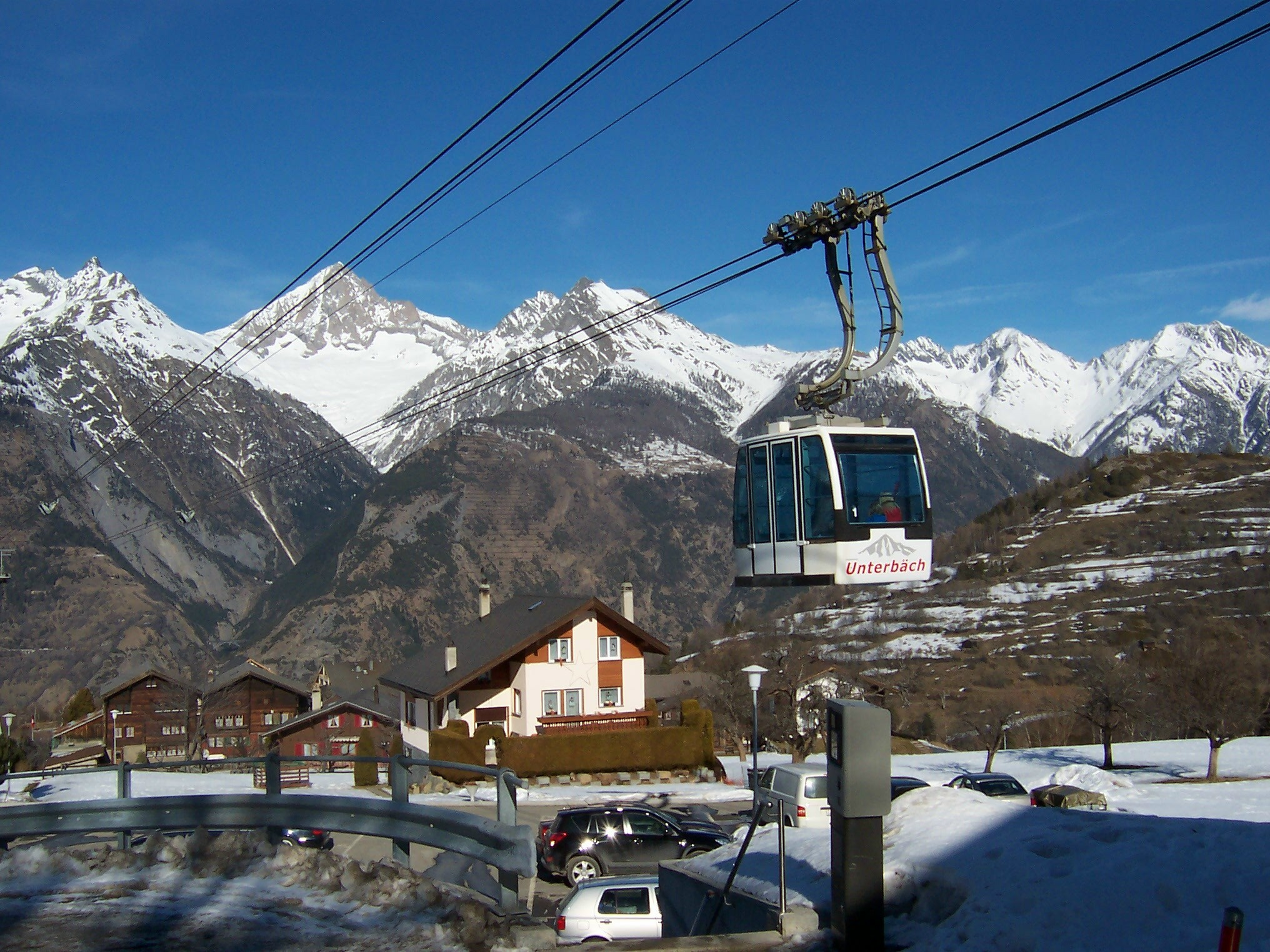
Luftseilbahn nach Unterbäch
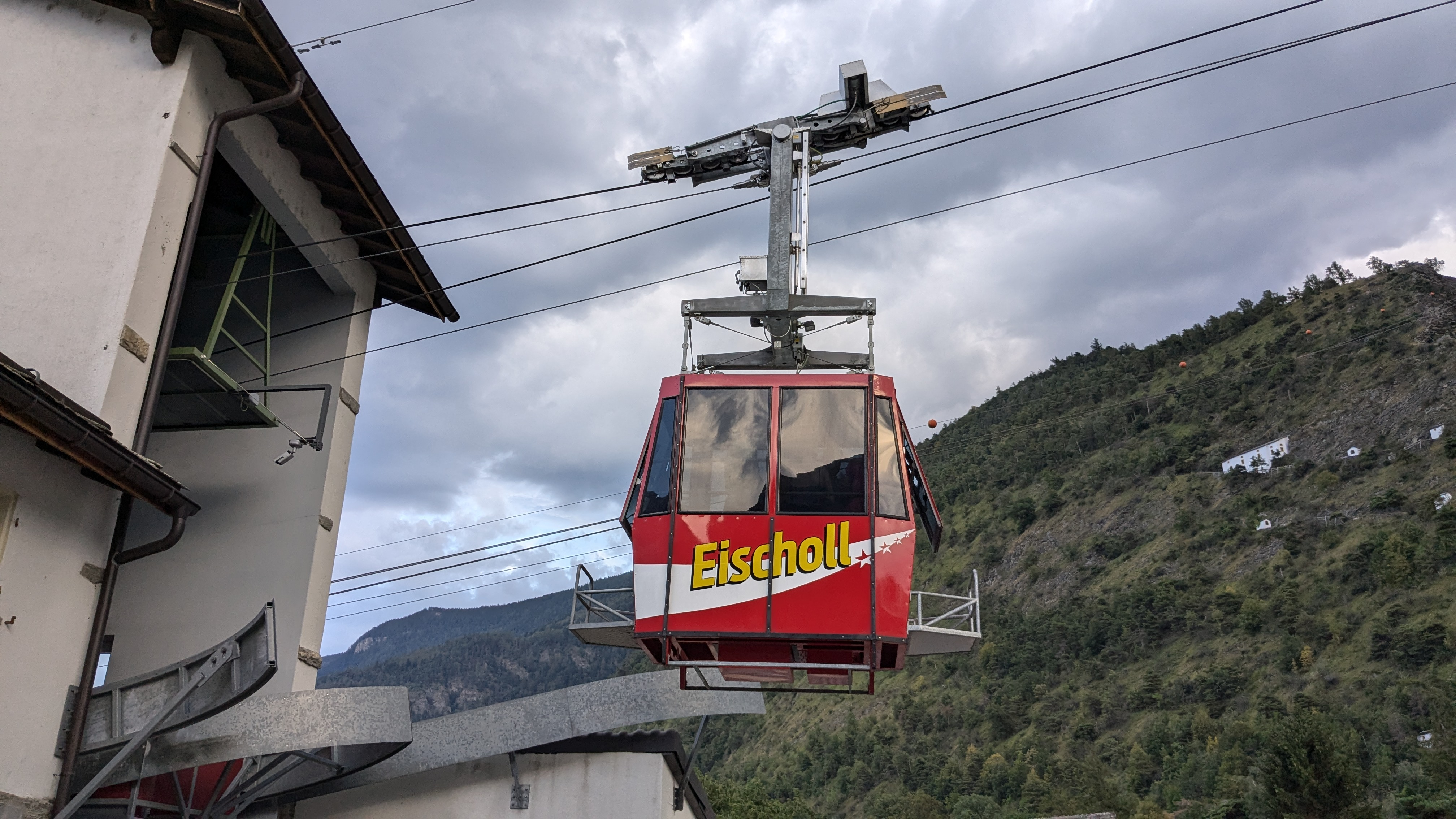
Luftseilbahn nach Eischoll
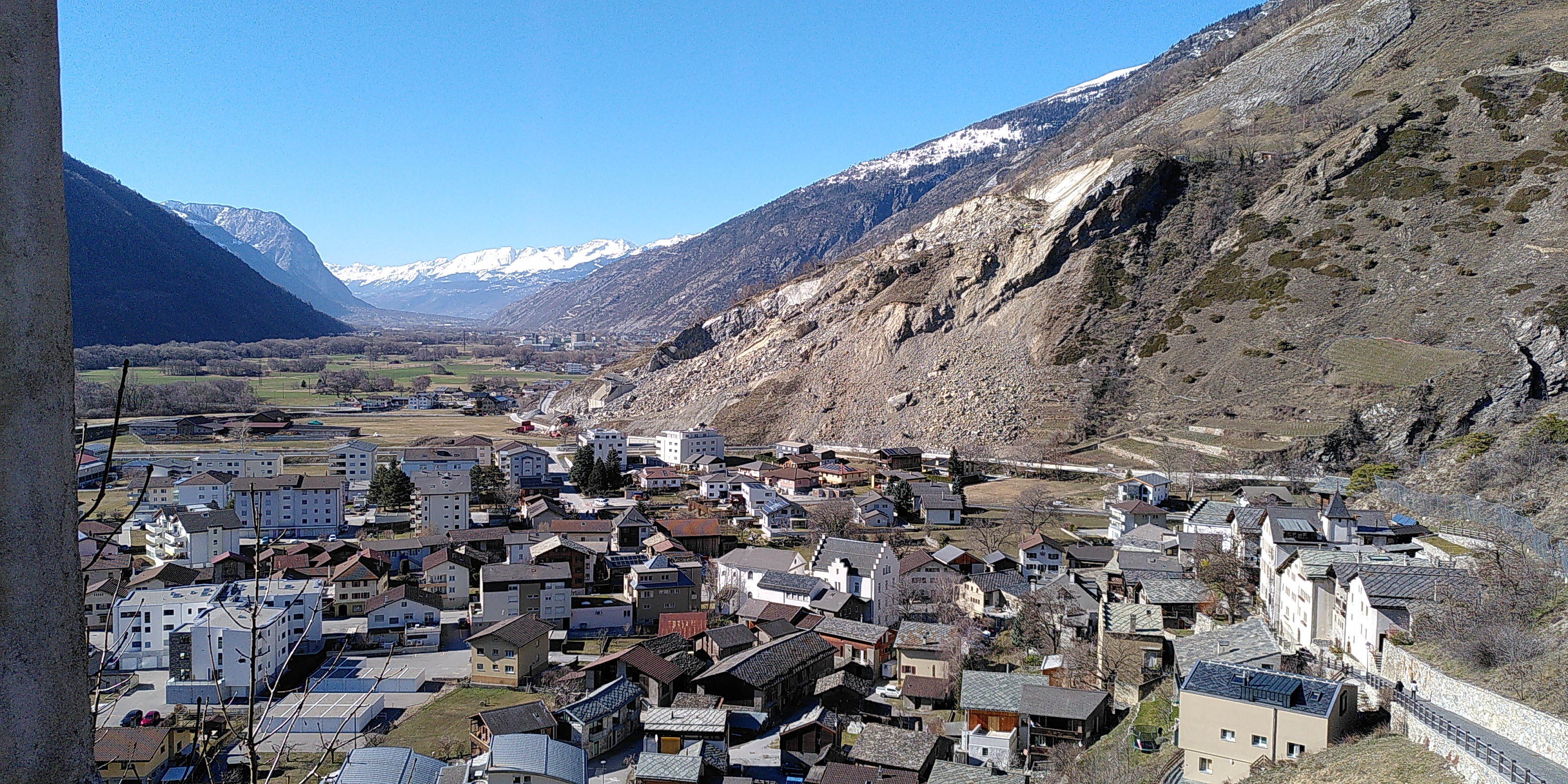
Nach dem Felssturz beim Steinbruch (2021)
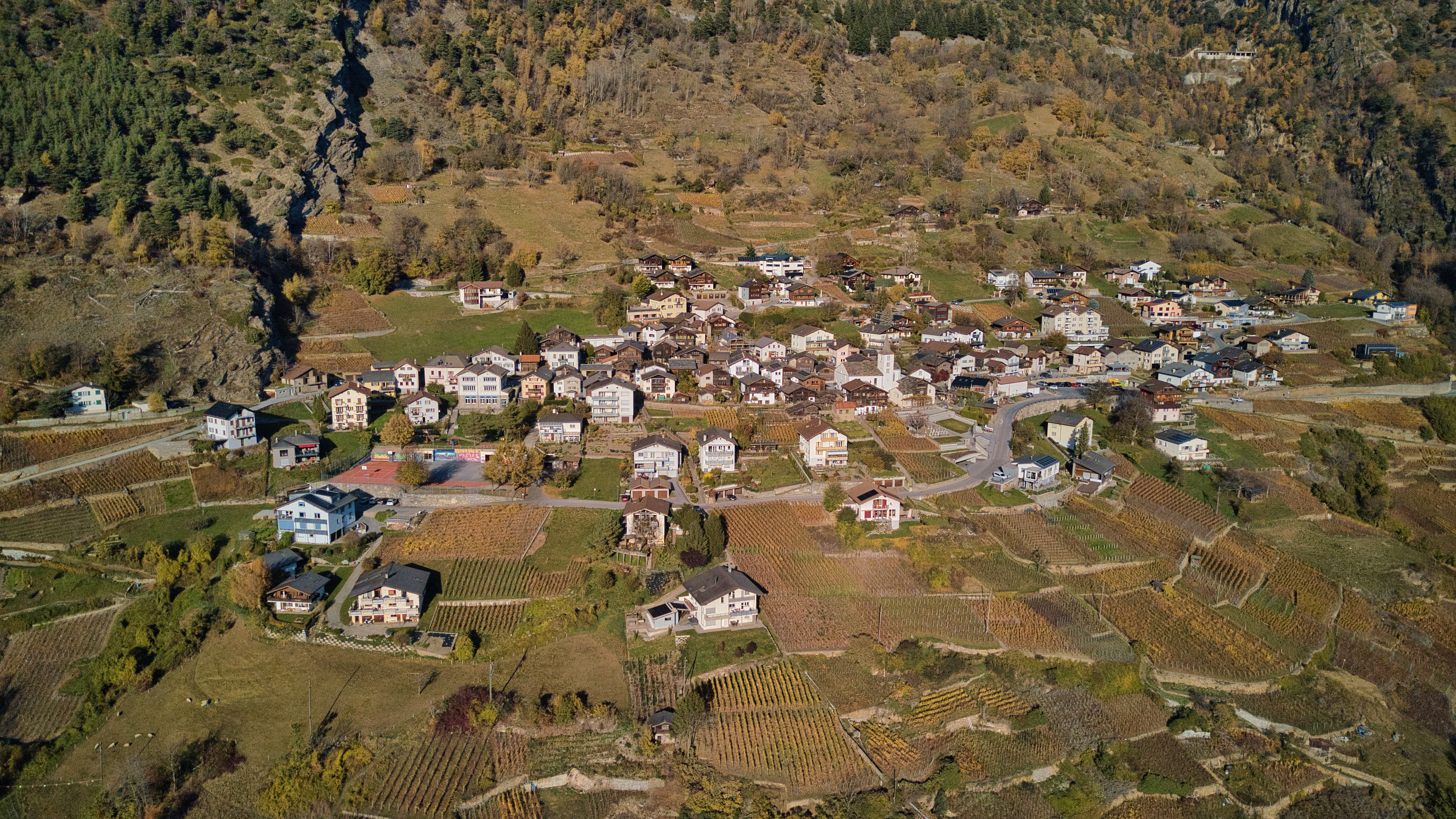
Sankt German